# Lee Iacocca
Lee Iacocca, właśc. Lido Anthony Iacocca (ur. 15 października 1924 w Allentown, zm. 2 lipca 2019 w Bel Air, dzielnicy Los Angeles) – amerykański menedżer przemysłu samochodowego, prezes Forda i Chryslera.

## Życiorys
Urodził się w rodzinie włoskich imigrantów; jego ojciec Nicola przybył do Ameryki w 1902 roku, mając 12 lat, a matka Antoinette w 1921 roku. Nicola Iacocca był człowiekiem interesu, prowadził m.in. jadłodajnię i kino. Rodzinie powodziło się dobrze aż do wielkiego kryzysu. Lee Iacocca przez cały okres edukacji uczył się bardzo dobrze, pełnił też funkcję przewodniczącego samorządu szkolnego. W 1939 roku zachorował na gościec stawowy, w wyniku czego został zakwalifikowany jako niezdolny do odbycia służby wojskowej. 
Ukończył studia na Uniwersytecie Lehigh w Bethlehem w Pensylwanii, specjalizując się początkowo w technologii budowy maszyn, a później zmieniając ją na projektowanie zakładów przemysłowych i organizację produkcji. Na tej samej uczelni przez cztery lata studiował też psychologię i psychopatologię. W czasie studiów pracował jako dziennikarz w uniwersyteckiej gazecie The Brown and White. Następnie podjął studia magisterskie w Princeton. Jako przedmioty fakultatywne wybrał politologię i tworzywa sztuczne.
Od sierpnia 1946 roku rozpoczął pracę w Ford Motor Company. Miał znaczny udział we wprowadzeniu na rynek w 1964 Forda Mustanga. W 1970 roku został prezesem Forda. W 1978 roku został zwolniony przez Henry’ego Forda II.
Jeszcze w tym samym roku Iacocca został zatrudniony przez Chryslera, a od 1979 roku był jego prezesem. Za jego zarządu przedsiębiorstwo wybrnęło z grożącej bankructwem zapaści. Zdołał on uzyskać od Departamentu Skarbu gwarancje kredytów, które uratowały przedsiębiorstwo. Zostały one szybko spłacone, a rząd USA zyskał na sprzedaży akcji otrzymanych w wyniku planu ratunkowego. W Chryslerze wprowadził do produkcji minivana, a dzięki nowym modelom oszczędnych aut uczynił przedsiębiorstwo silnym i rentownym. Do jego sukcesów zalicza się również wprowadzenie modeli na platformie K – przednionapędowych samochodów z poprzecznie umieszczonym silnikiem, niezależnym zawieszeniem z przodu oraz półzależnym z tyłu. Iacocca pracował w Chryslerze do 1992 roku.
Kilka lat później, w 1995 roku pozwał Chryslera o blokowanie mu wykonywania opcji na akcje. W odpowiedzi został pozwany o przekazanie poufnych informacji Kirkowi Kerkorianowi, który wówczas planował przejąć przedsiębiorstwo. Pozwy zakończyły się ugodami.
Po śmierci żony (w 1984), chorej na cukrzycę, Iacocca wspierał badania nad tą chorobą, założył też własną fundację.
W 1984 roku wydał autobiografię (napisaną wspólnie z Williamem Novakiem), która do 2019 została wydana na całym świecie w nakładzie 6,5 mln egzemplarzy. W 2007 wydał książkę Where Have All the Leaders Gone.
Zmarł z przyczyn naturalnych 2 lipca 2019.